# Licca-chan
Licca-chan (リカちゃん, Rika-chan) est une gamme japonaise de poupées créée par Takara et basée sur les personnages de la mangaka Miyako Maki. Au Japon, elle a une popularité comparable à celle de Barbie aux États-Unis.
Un anime, Super Doll Licca-chan lui a été consacré ainsi que deux jeux vidéo : Licca-chan no Oshare Nikki (sorti en 2004 sur Game Boy Advance uniquement au Japon) et Lovely Lisa (Licca-Chan DS: Onna no Ko Lesson: Oshare mo Oshigoto mo Omakase!, sorti en 2007 sur Nintendo DS).